# Boenwas
Boenwas is een onderhoudsproduct voor onder andere parket, meubels en betimmeringen.

## Samenstelling
Traditioneel bestaat boenwas uit bijenwas opgelost in terpentijn of verzeepte bijenwas. Later werd de receptuur aangepast, bijvoorbeeld de toevoeging van carnaubawas om de boenwas slijtvaster te maken en de vervanging van terpentijn door het goedkopere terpentine.
Tegenwoordig worden ook aardwassen zoals vaseline uit aardolie en bruinkool gebruikt. De nieuwste wassen bestaan geheel of gedeeltelijk uit siliconenproducten.
Nadelig is dat boenwas weinig weerstand heeft tegen water.

## Gebruik
Boenwas wordt gebruikt om een dun beschermend en glanzend laagje op hout aan te brengen.